# Chiesa di Santa Maria Assunta (Avio)
La chiesa di Santa Maria Assunta è la chiesa parrocchiale di Avio in Trentino. Fa parte della zona pastorale della Vallagarina e risale al XVI secolo

## Storia
Nel 1521 ad Avio era presente una piccola chiesa con dedicazione ai Santi Rocco e Sebastiano, che venne benedetta il 3 maggio di quell'anno. Nel 1575 venne eretta la torre campanaria.
Durante il XVII secolo si pensò all'erezione di un nuovo luogo di culto e la sua prima pietra venne posata 
il 28 luglio 1651. Il progetto fu di Gian Domenico Visetti e il cantiere, affidato a Lelio Pellesina, venne chiuso nel 1665.
La torre campanaria venne sopraelevata una prima volta nel 1706 e poi ancora nel 1787. 
Dopo la metà del XIX secolo venne posata una nuova pavimentazione, che in seguito fu sostituita.
La zona presbiteriale venne modificata nel 1888 e poi ampliata nel 1911. La pavimentazione venne sostituita nel 1914 con pietra bianca e nera e le lastre tolte dall'edificio vennero riutilizzate per il pavimento della chiesa di San Valentino e di San Vincenzo Ferreri.
L'arcivescovo di Trento Celestino Endrici il 1º maggio del 1914 elevò la chiesa a dignità arcipretale.
Gli ultimi interventi di restauro conservativo si sono conclusi nel 2012 ed hanno riguardato il portale sul prospetto, gli affreschi negli interni, il sistema di illuminazione e l'allarme antintrusione